# Teenage Fanclub
Teenage Fanclub er et skotsk alternativt rockband, der blev dannet i Bellshill nær Glasgow i 1989. Gruppen blev rundlagt af Norman Blake (vokal, guitar), Raymond McGinley (vokal, leadguitar) og Gerard Love (vokal, bas), der delte rollen som forsangere og sangskrivere indtil Love forlod gruppen i 2018. I 2019 bestod bandet af Blake, McGinley, Francis Macdonald (trommer, vokal), Dave McGowan (bas, vokal) og Euros Childs (keyboard, vokal).
Under koncerter sørger de normalt for at blande sangene så alle sangskrivere får lige meget spilletid. Selvom de ofte bliver betegnet som et alternativt rockband, så inkorporerer gruppen ofte elementer fra andre musikgenrer i deres sange.
Teenage Fanclub har haft en tre forskellige trommeslagere; Francis Macdonald, Brendan O'Hare og Paul Quinn. Keyboardspilleren Finlay Macdonald har også været medlem. I aprils 2021 har gruppen udgivet 11 studiealbummer og 2 opsamlingsalbums.

## Medlemmer

### Nuværende medlemmer
- Norman Blake – vokal, guitar (1989–nu)
- Raymond McGinley – vokal, guitar (1989–nu)
- Francis Macdonald – trommer, vokal(1989, 2000–nu)
- Dave McGowan – keyboard, guitar (2004–2018); bas, vokal(2019–nu)
- Euros Childs – keyboard, vokal(2019–present)

### Tidligere medlemmer
- Gerard Love – vokal, bas (1989–2018)
- Brendan O'Hare – trommer, vokal(1989–1994, 2018 live shows)
- Paul Quinn – trommer(1994–2000, 2018 live shows)
- Finlay Macdonald – keyboard, guitar, vokal, bas, trommeprogrammering (1997–2001)

## Diskografi

### Studiealbums
- A Catholic Education (1990)
- The King (1991) No. 53 UK
- Bandwagonesque (1991) No. 22 UK, No. 137 US
- Thirteen (1993) No. 14 UK
- Grand Prix (1995) No. 7 UK, No. 68 Japan, No. 57 Australia[3]
- Songs from Northern Britain (1997) No. 3 UK, No. 70 Australia[3]
- Howdy! (2000) No. 33 UK
- Words of Wisdom and Hope (2002) [with Jad Fair] No. 159 UK
- Man-Made (2005) No. 34 UK
- Shadows (2010) No. 30 UK[1][4]
- Here (2016) No. 10 UK
- Endless Arcade (2021) No. 11 UK

### Opsamlingslabums
- Deep Fried Fanclub (1995) (B-Sides compilation)
- Four Thousand Seven Hundred and Sixty-Six Seconds – A Short Cut to Teenage Fanclub (2003) [Compilation] No. 47 UK[1][4]

### Gæsteoptræden
- Ruby Trax – The NME's Roaring Forty (1992)
- DGC Rarities Vol. 1 (1994)

### Singler og EP'er
| Titel                                                   | Udgivelsesdato           | Højeste hitlisteplacering | Højeste hitlisteplacering | Højeste hitlisteplacering |
| Titel                                                   | Udgivelsesdato           | UK                        | US Alt                    | Australian Singles Chart  |
| ------------------------------------------------------- | ------------------------ | ------------------------- | ------------------------- | ------------------------- |
| "Everything Flows"                                      | June 1990 (UK)/1991 (US) | -                         | -                         | -                         |
| "Everybody's Fool"                                      | November 1990            | -                         | -                         | -                         |
| "The Ballad of John & Yoko"                             | October 1990             | -                         | -                         | -                         |
| "God Knows It's True"                                   | November 1990            | 99                        | -                         | -                         |
| "Star Sign"                                             | August 1991              | 44                        | 4                         | -                         |
| "The Concept"                                           | October 1991             | 51                        | 12                        | -                         |
| "The Peel Sessions"                                     | November 1992            | -                         | -                         | -                         |
| "What You Do to Me"                                     | May 1992                 | 31                        | 19                        | -                         |
| "Free Again"                                            | May 1992                 | -                         | -                         | -                         |
| "Radio"                                                 | June 1993                | 31                        | -                         | -                         |
| "Norman 3"                                              | September 1993           | 50                        | -                         | -                         |
| "Hang On"                                               | February 1994            | -                         | 19                        | 68                        |
| "Fallin'" (with De La Soul)                             | March 1994               | 59                        | -                         | -                         |
| "Mellow Doubt"                                          | March 1995               | 34                        | -                         | -                         |
| "Sparky's Dream"                                        | May 1995                 | 40                        | -                         | -                         |
| "Neil Jung"                                             | August 1995              | 62                        | -                         | -                         |
| "Teenage Fanclub Have Lost It" (EP)                     | December 1995            | 53                        | -                         | -                         |
| "Ain't That Enough"                                     | June 1997                | 17                        | -                         | -                         |
| "I Don't Want Control of You"                           | August 1997              | 43                        | -                         | -                         |
| "Start Again"                                           | November 1997            | 54                        | -                         | -                         |
| "Long Shot"                                             | June 1998                | -                         | -                         | -                         |
| "I Need Direction"                                      | October 2000             | 48                        | -                         | -                         |
| "Dumb Dumb Dumb"                                        | June 2001                | -                         | -                         | -                         |
| "Near to You" (with Jad Fair)                           | 2002                     | 68                        | -                         | -                         |
| "Did I Say"                                             | 2002                     | -                         | -                         | -                         |
| "Association" (International Airport / Teenage Fanclub) | August 2004              | 75                        | -                         | -                         |
| "Scotland on Sunday"                                    | April 2005               | -                         | -                         | -                         |
| "Fallen Leaves" (Limited to 2,000 copies)               | May 2005                 | 78                        | -                         | -                         |
| "It's All in My Mind"                                   | November 2005            | -                         | -                         | -                         |
| "Baby Lee"                                              | April 2010               | -                         | -                         | -                         |
| "I'm in Love"                                           | June 2016                | -                         | -                         | -                         |
| "Everything Is Falling Apart"                           | February 2019            | -                         | -                         | -                         |
| "Home"                                                  | November 2020            | -                         | -                         | -                         |
| "I'm More Inclined"                                     | January 2021             | -                         | -                         | -                         |
| "The Sun Won't Shine On Me"                             | March 2021               | -                         | -                         | -                         |